# Emeljanopleroma atrifasciata
Emeljanopleroma atrifasciata är en insektsart som först beskrevs av Van Stalle 1986.  Emeljanopleroma atrifasciata ingår i släktet Emeljanopleroma och familjen Kinnaridae. Inga underarter finns listade i Catalogue of Life.